# Szpiglasowa Przełęcz
Szpiglasowa Przełęcz (słow. Szpiglasové sedlo, niem. Miedzianejoch, węg. Miedziane-hágó) – siodło położone na wysokości 2110 m n.p.m. na początku długiej północno-wschodniej grani Szpiglasowego Wierchu w Tatrach Wysokich. Przełęcz oddziela Szpiglasowy Wierch i Miedziane. Jest dostępna dla turystów i stanowi jedno z dwóch przejść łączących Dolinę Pięciu Stawów Polskich i kotlinę Morskiego Oka.
Przełęcz powstała wskutek ruchów tektonicznych w strefie dyslokacji, które doprowadziły również do powstania Doliny za Mnichem. W zimie w rejonie przełęczy jest duże zagrożenie lawinowe. W 2001 r. w lawinie zginęło tutaj dwóch turystów i dwóch ratowników.
Przejście znane było góralom od dawna, upowszechniło się wśród turystów ok. 1850 r. Towarzystwo Tatrzańskie zbudowało szlak w 1896, a oznakowało go w 1902 r. Szlak został ułatwiony przez wycięcie niektórych odcinków skał w 1937. Prace zostały wykonane staraniem Polskiego Związku Narciarskiego. Niektóre odcinki wykonywano przy użyciu dynamitu. Od początku trasa wzbudziła kontrowersyjne opinie przeciwników jej budowy i uzyskała pogardliwą nazwę „Ceprostrady”. Nie została do końca ukończona zgodnie z projektem. Mimo krytycznych opinii jest jednak wygodnym podejściem na Szpiglasową Przełęcz od Morskiego Oka.
Pierwsze odnotowane przejście zimowe – Zdzisław Rittersschild z 40 żołnierzami z Kompanii Wysokogórskiej 12 kwietnia 1921 r.
Obecna nazwa Szpiglasowej Przełęczy pochodzi od Szpiglasowych Perci (odcinek ścieżki wiodącej z Doliny Pięciu Stawów Polskich przez Czerwony Piarg na Szpiglasową Przełęcz), tej zaś od wydobywanego dawniej w okolicy szpiglasu (niem. Spießglas) – antymonitu. Niewielkie pokłady tej rudy wyczerpały się jednak szybko. Wcześniej przełęcz nazywano: Przełęcz pod Miedzianem lub Przełęcz Miedziane.
Z rzadkich roślin w rejonie przełęczy występują ukwap karpacki i skalnica odgiętolistna – gatunki w Polsce występujące tylko w Tatrach i to na nielicznych stanowiskach, a także rzadka w górach turzyca obła.

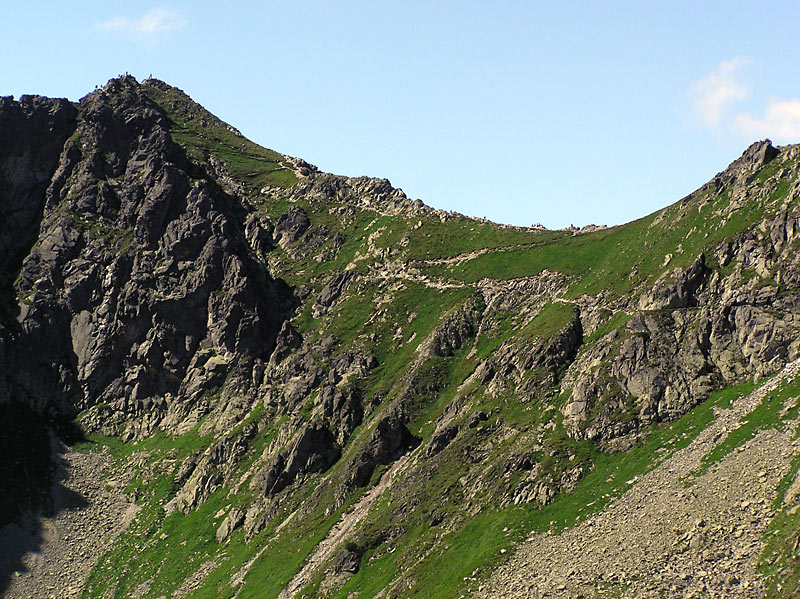
Przełęcz z Doliny Pięciu Stawów Polskich
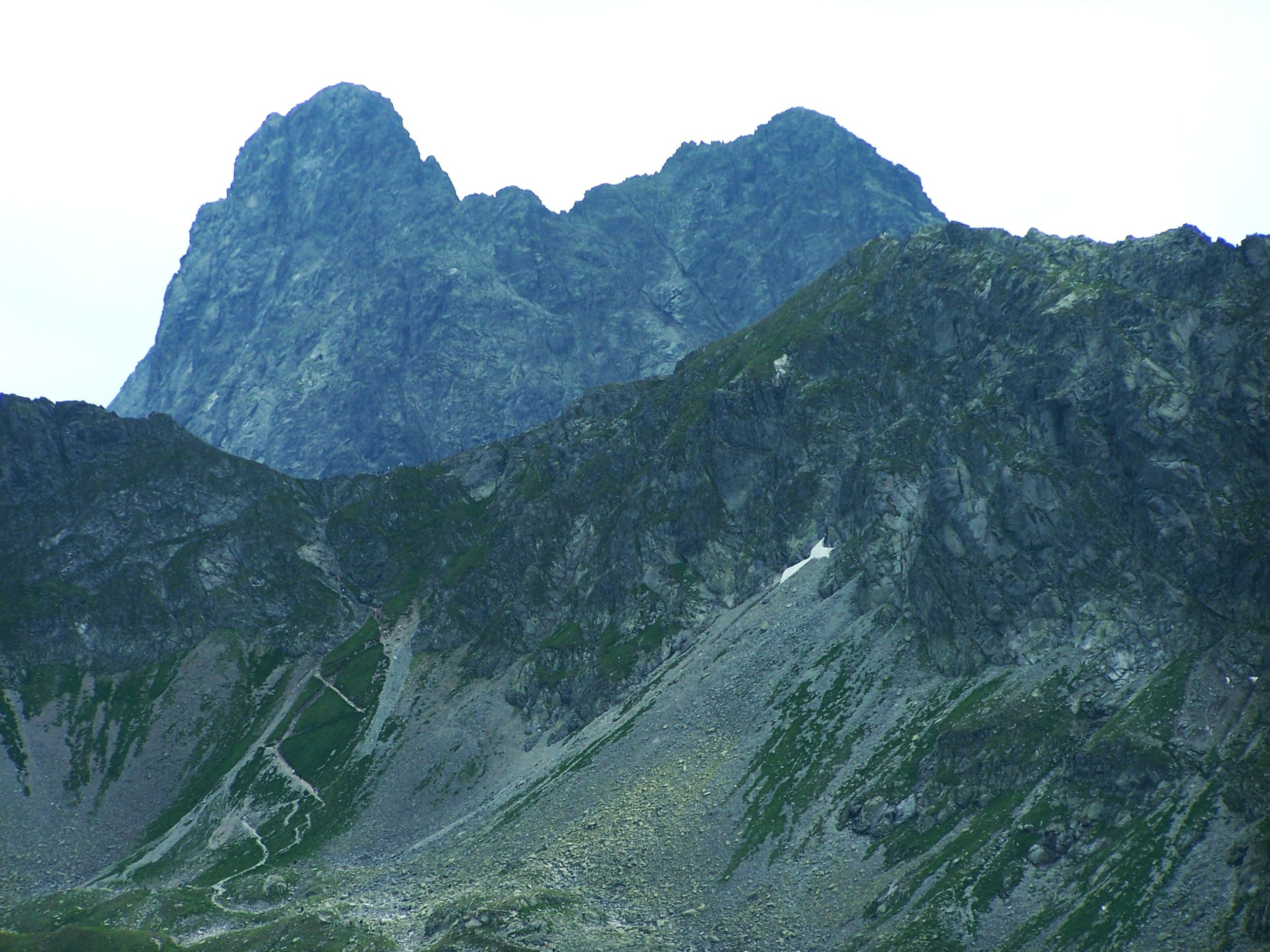
Szpiglasowa Przełęcz, nad nią Mięguszowiecki Szczyt i Cubryna
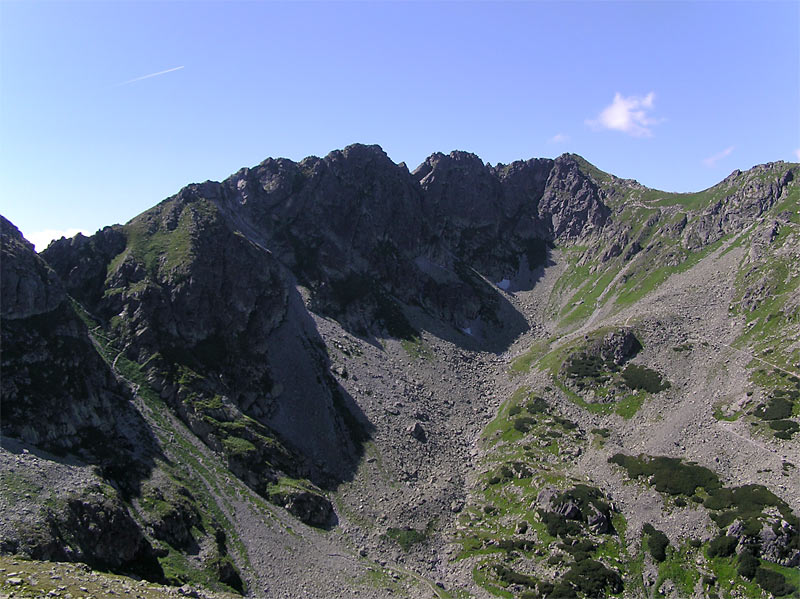
Wrota Chałubińskiego i Szpiglasowa Przełęcz wyrastające nad Doliną za Mnichem, widziane z wierzchołka Mnicha
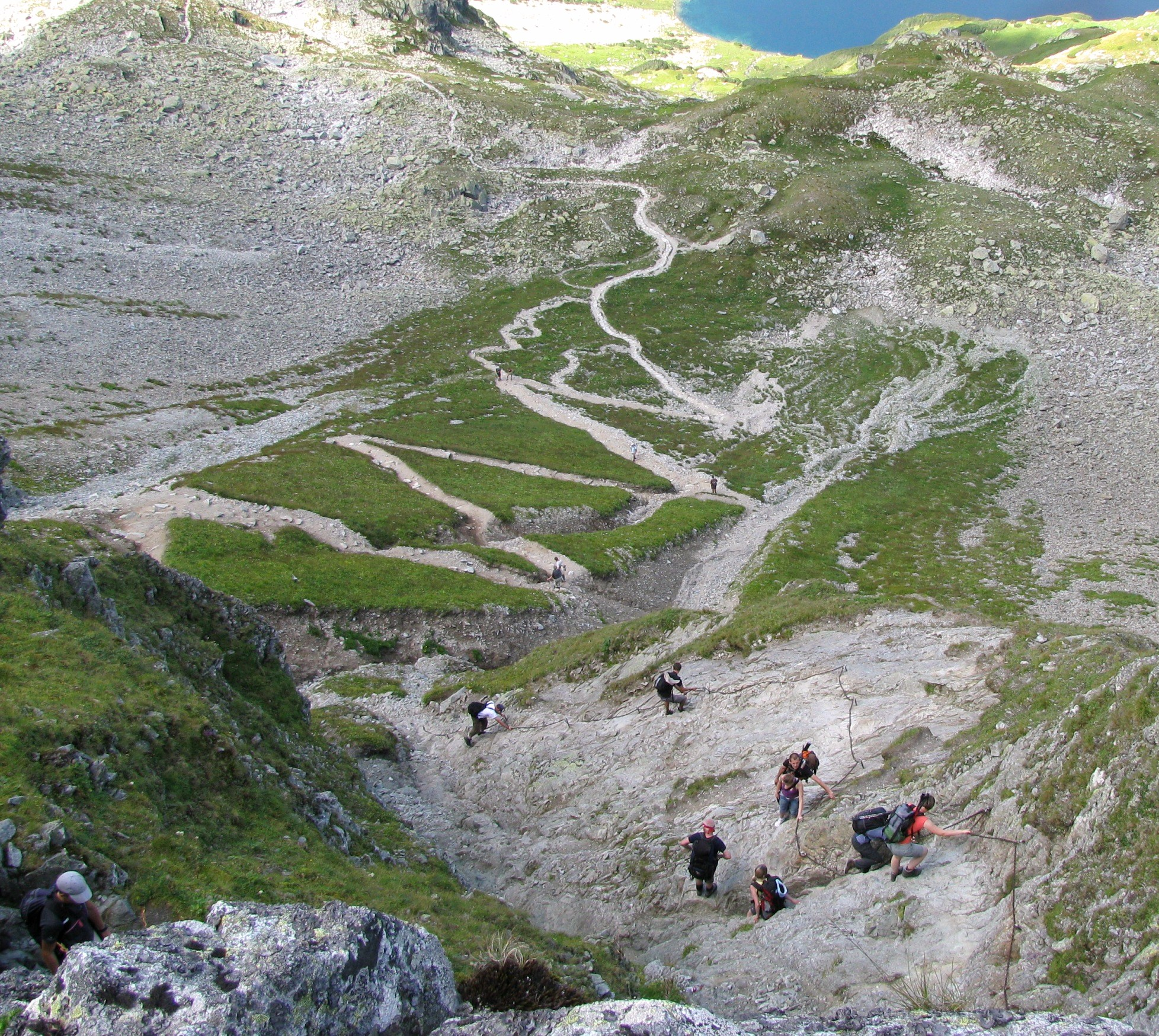
Szlak na przełęcz z Doliny Pięciu Stawów Polskich
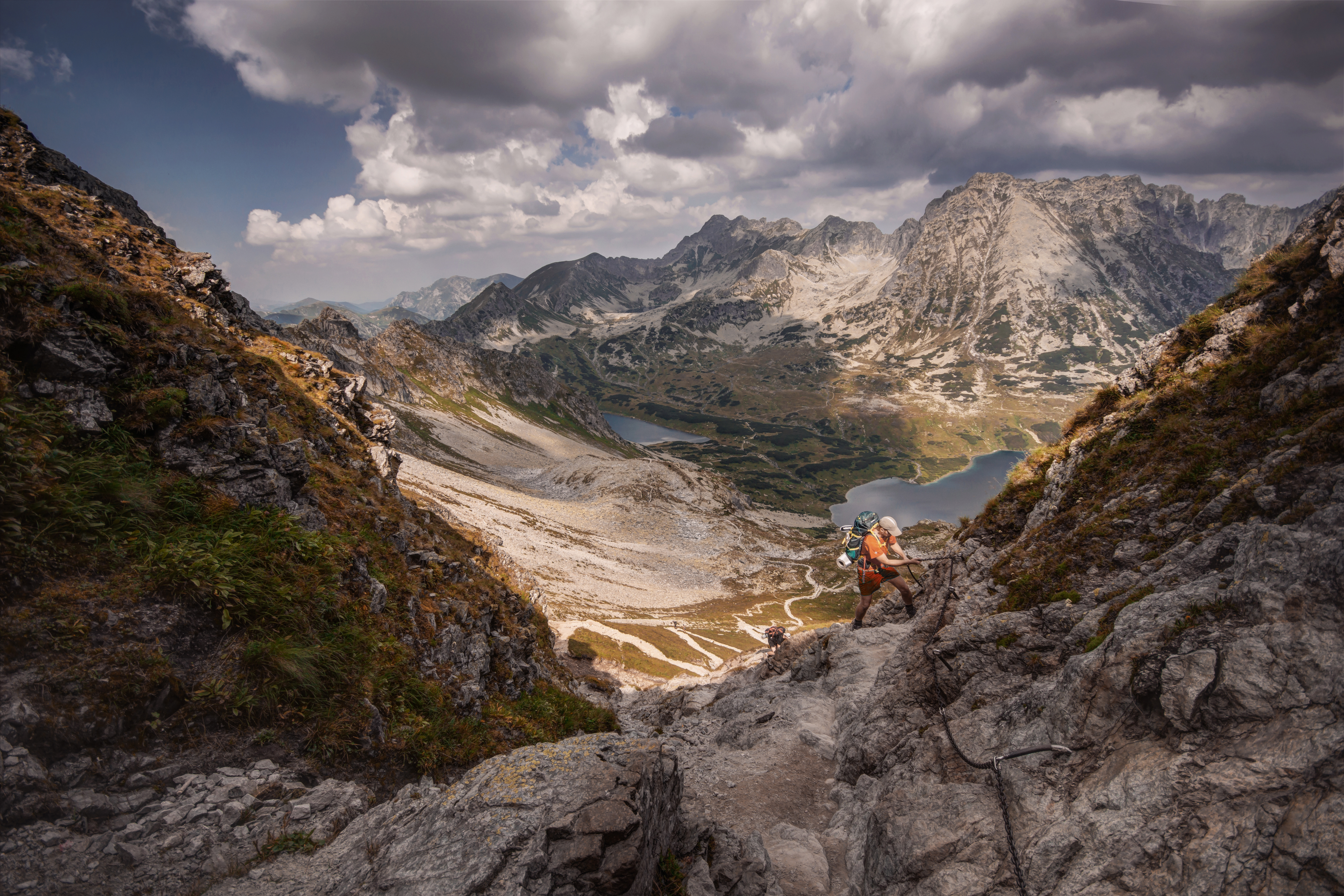
Szlak na przełęcz z Doliny Pięciu Stawów Polskich

## Szlaki turystyczne
– od schroniska PTTK nad Morskim Okiem przez przełęcz do Doliny Pięciu Stawów Polskich. Przy samej przełęczy, gdzie od strony Doliny Pięciu Stawów Polskich skały są kruche i strome, krótki odcinek ubezpieczony jest łańcuchami.
- Czas przejścia znad Morskiego Oka na przełęcz (Ceprostrada): 2:15 h, ↓ 1:40 h.
- Czas przejścia z przełęczy do skrzyżowania ze szlakiem niebieskim prowadzącym przez Dolinę Pięciu Stawów Polskich (Szpiglasowe Perci): 1:10 h, ↑ 1:30 h. Stamtąd szlakiem niebieskim 30 min do schroniska PTTK w Dolinie Pięciu Stawów Polskich.